# Hong (dragão arco-íris)

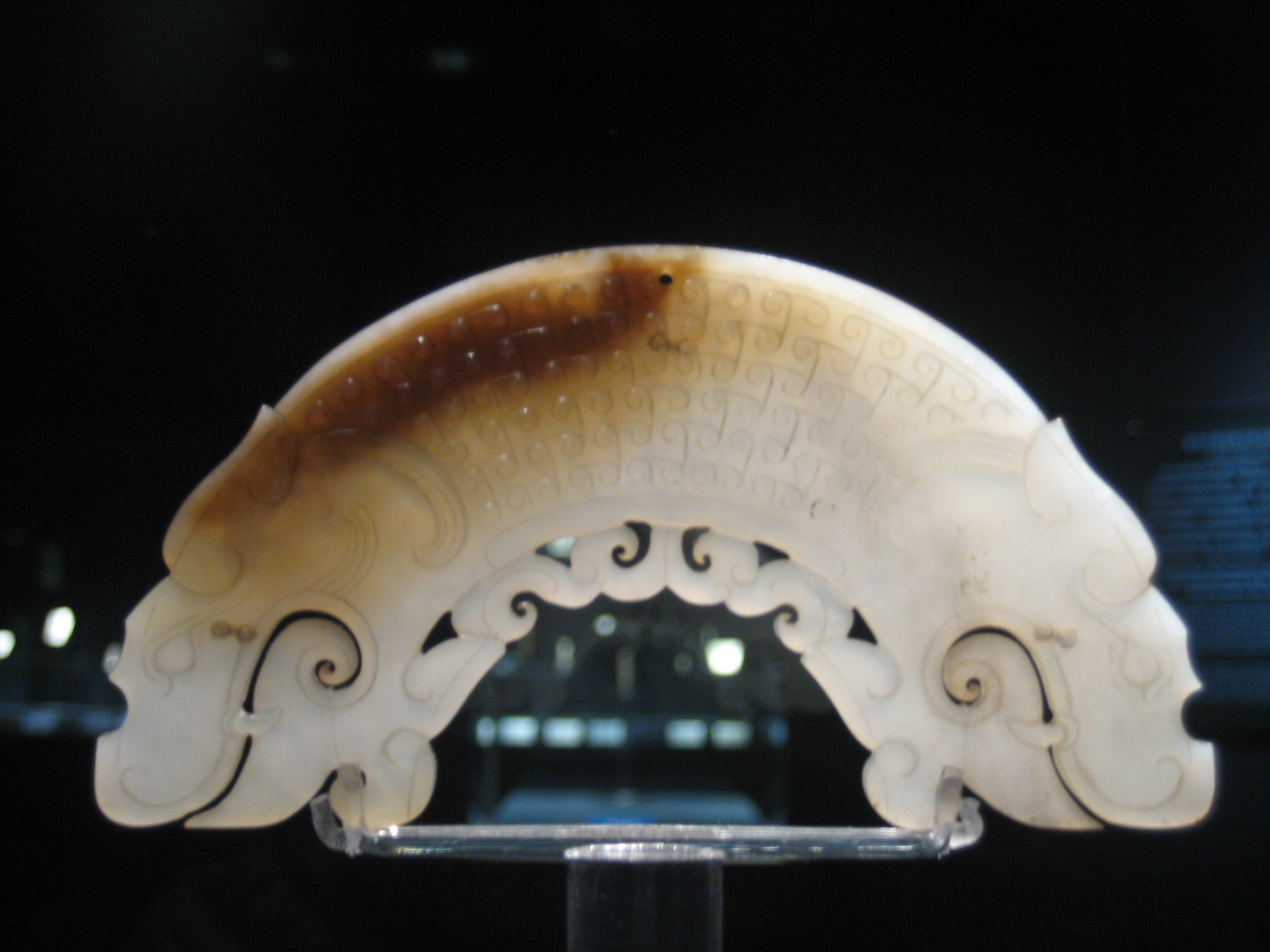
Pingente huang de jade do período dos Reinos Combatentes com duas cabeças de dragão

Hong ou Jiang (chinês: 虹, pinyin: hóng ou jiàng, Wade–Giles: hung ou chiang) é um dragão de duas cabeças na mitologia chinesa, comparável com as lendas da serpente arco-íris em várias culturas e mitologias.

## Nomes chineses de "arco-íris"
A língua chinesa tem três palavras para "arco-íris", a regular hong 虹, a literária didong 蝃蝀, e ni 蜺 "arco-íris secundário". Ni é tradicionalmente vista como o arco-íris feminino, yin, mais pálido em relação à sua contraparte, o arco-íris primário masculino hong, de cores brilhantes. Jiang é uma pronúncia incomum de 虹, limitada ao uso coloquial ou dialetal e, ao contrário de hong, normalmente não encontrada em compostos.[carece de fontes?]
Observe que todos esses caracteres chineses compartilham um elemento gráfico de hui 虫 "inseto; verme; réptil; etc." (cf. chong 蟲 triplicado), conhecido em chinês como número radical Kangxi 142 e traduzido livremente como o "radical inseto". Na classificação tradicional de caracteres chineses, os caracteres "radical-fonéticos" ou "fonossemânticos" são estatisticamente a categoria mais comum e combinam um "radical" ou determinante que sugere um campo semântico com um elemento "fonético" que indica aproximadamente a pronúncia. Palavras escritas com este radical 虫 normalmente nomeiam não apenas insetos, mas também répteis e outras criaturas diversas, incluindo alguns dragões como shen 蜃 "dragão aquático" e jiao 蛟 "dragão de inundação". Antropólogos linguísticos que estudam taxonomia popular descobriram que muitas línguas têm categorias zoológicas semelhantes a hui 虫, e Brown cunhou a palavra-valise wug em inglês (de worm + bug, ou seja, verme + inseto) que significa a classe de "insetos, vermes, aranhas e répteis menores". Seguindo Carr, "wug" é usado como a tradução para o inglês do radical logográfico chinês 虫.

### Etimologia
O Dicionário Shiming (1, Shitian 釋天 "Explicando o Céu") de cerca do ano 200 EC, que define as palavras por meio de glosas fonossemânticas, deu as "etimologias" chinesas mais antigas para arco-íris:
"Hong 虹 "arco-íris" é gong 攻 [mesma fonética com o "radical de batida"攴] "ataque; assalto", [arco-íris resultam de] puro qi yang atacando qi yin. (虹攻也,純陽攻陰氣也。)."
Usando etimologia no sentido ocidental usual da lingüística histórica, Joseph Edkins propôs pela primeira vez o chinês hong 虹 era "sem dúvida uma variante" de gung 弓 "arco" e comparou-o com lung "siamês", que também significa "arco-íris".
Carr compara as propostas etimológicas proto-sino-tibetanas e proto-austro-tai para hong e didong. Boodberg considerou que *g'ung < *glung 虹 ("arco-íris (dragão)") e *lyung-t'lia 龍魑 ("dragão") descendem de uma raiz proto-sino-tibetana *s-brong ("wug"). Ele primeiro pensou que *lyung 龍 e *g'ung 虹 foram os empréstimos chineses iniciais do proto-austro-tai *ruŋ ("dragão; arco-íris"); mas depois viu *g'ung < *g'[l]uŋ ou *k[l]ung 虹 "arco-íris" e *tiadtung < *tiad-[skl]ung 蝃蝀 ("arco-íris"; com um *tung 東 ("leste") fonético significando "parte vermelha do céu") como semanticamente relacionado com *g'ung < *g[l]ung 紅 ("vermelho").
Para hong 虹, Schuessler reconstrói o chinês antigo *gôŋ < *gloŋ e compara formas de dialetos "muito irregulares" como o proto-min ghioŋB e o dialeto gan shanggao lɑnB-luŋH. Ele lista propostas etimológicas de hong 虹 do proto-miao–yao *kluŋA ou chinês long 龍 ("dragão") e hong 紅 ("vermelho").

## Hong

Escrita em ossos oraculares para Hong 虹 "arco-íris"

Escrita de selo para Hong 虹

O caractere chinês de escrita regular 虹 para hong ou jiang combina o "radical inseto" com um fonético gong 工, "trabalho". Tanto a escrita do selo da dinastia Qin quanto a escrita do bronze da dinastia Zhou elaboraram essa mesma combinação fonética radical. No entanto, os caracteres mais antigos para "arco-íris" na escrita de osso oracular da dinastia Shang eram pictogramas de um dragão arqueado ou serpente com cabeças de boca aberta em ambas as extremidades. Eberhard observa: "Nos primeiros relevos, o arco-íris é mostrado como uma cobra ou um dragão com duas cabeças. Na China Ocidental, eles dão a ele a cabeça de um burro, e é considerado um símbolo de sorte."

O dicionário Shuowen Jiezi (121 EC), o primeiro dicionário de caracteres chineses, descreveu o caractere de selo para hong 虹 "arco-íris" como 狀似蟲 "em forma de inseto/verme". Mais de 18 séculos depois, Hopkins descreveu o recém-descoberto caractere oracular para 虹:
"O que devemos ver nesta imagem simples, mas impressionante? Devemos, agora tenho certeza, discernir um arco-íris terminando em duas cabeças de animais. Mas de que animal? Certamente do Dragão, deve ser a resposta. Pois o desenho do caractere é, em geral, naturalista, na medida em que é claramente modelado no Arco semicircular no céu, mas simbolístico através da adição de duas cabeças, pois onde termina o Arco-Íris, ali o Dragão começa!"
Ele elucida:
"É a crença dos chineses que o aparecimento do arco-íris é ao mesmo tempo o arauto e a causa da cessação da chuva e do retorno dos céus claros. … Agora, se por sua própria vontade, ao subir para o ar superior, o dragão pudesse gerar o trovão e a chuva torrencial, como ele não poderia também, ao descer, fazer com que a chuva cessasse e a face do céu azul limpasse? E é por isso que conjecturo e sugiro que os primeiros chineses devem ter visto no arco-íris um avatar do dragão milagroso, conforme concebido por sua mentalidade animista. Isso também explicaria por que ao arco visto com seus olhos corporais eles acrescentaram as cabeças de dragão vistas apenas pelo olho da fé."
O arco-íris era visto como um sinal após a chuva. Especula-se, a partir do caractere hong representando um dragão de duas cabeças com suas bocas abertas para baixo, que os povos sínicos antigos consideravam a água como sendo armazenada no céu e que o dragão era a forma que deuses e deusas com sede assumiam para vir buscá-la na terra, após a chuva ter se esgotado. Supõe-se que viam no arco-íris um dragão-serpente de duas cabeças que bebiam água para levá-la ao reino dos deuses, o que explica as histórias sobre esse motivo.
O mitólogo Ye Shuxian associou o huang de jade da época pré-oracular ao caractere oracular de hong na dinastia Shang: os semi-círculos do jade huang possuíam cabeças de animais em suas extremidades e ele também compartilhava com o arco-íris o símbolo de ser uma ponte sagrada. O huang pode ser o protótipo do caractere hong. Huang costumavam ser usados como acessórios pessoais em colares no pescoço ou em cintos, como uma regra de etiqueta, sinal de status indicativo de uma pessoa virtuosa ("cavalheiro") e amuleto para se alcançar o céu; eram também utilizados em ritos de sacrifício, oferenda e hierofania e encontrados como objetos funerários. Assim, ele concluiu que há uma confluência de jade huang-dragão-arco-íris como um elemento que constitui um arquétipo cultural chinês, cujo papel foi integrador entre os povos às margens dos rios Amarelo e Yangtzé como uma grande tradição.
Evidências apontam que crenças culturais sobre o arco-íris de diversos povos sínicos antigos servem de base às crenças do huang e do dragão. O huang de jade sob a forma de dragão-serpente de dupla cabeça mais antigo já encontrado tem 6000 anos, pertencente à cultura de Hongshan. Especula-se que o formato de dragão em C encontrado em jades hongshan serve de protótipo, derivado de múltiplas fontes: possivelmente no corpo e cabeça do dragão misturam-se elementos de urso, cobra e da forma de feto, bem como de mitologias sobre metamorfose e combinação de animais.
O mito da "unidade de homem e céu" nos textos chineses possui em seu paradigma básico três motivos: a ascensão ao trono, montar sobre um dragão e usar huang de jade. Esse mito e o uso do huang de jade como artefato ritual para se comunicar com o céu e as divindades pode ser traçado ao V e IV milênio a.C., entre as culturas de Hemudu, Yangshao, Daxi, Hongshan e outras. Um milênio depois teriam surgido os mitos de dragão arco-íris que sobe aos céus, com o huang de jade passando a ser associado a ele como uma ponte de arco-íris. Segundo essa hipótese, considera-se o huang uma materialização do "dragão arco-íris": ele era usado para simular a cor do arco-íris, bem como moldado em seu formato; era considerado um objeto sagrado recebido como uma dádiva concedida pelos deuses, tal qual o arco-íris; além de ser um meio que expressa o desejo de se comunicar com as divindades, qual uma ponte entre terra e céu.

## Paralelos mitológicos

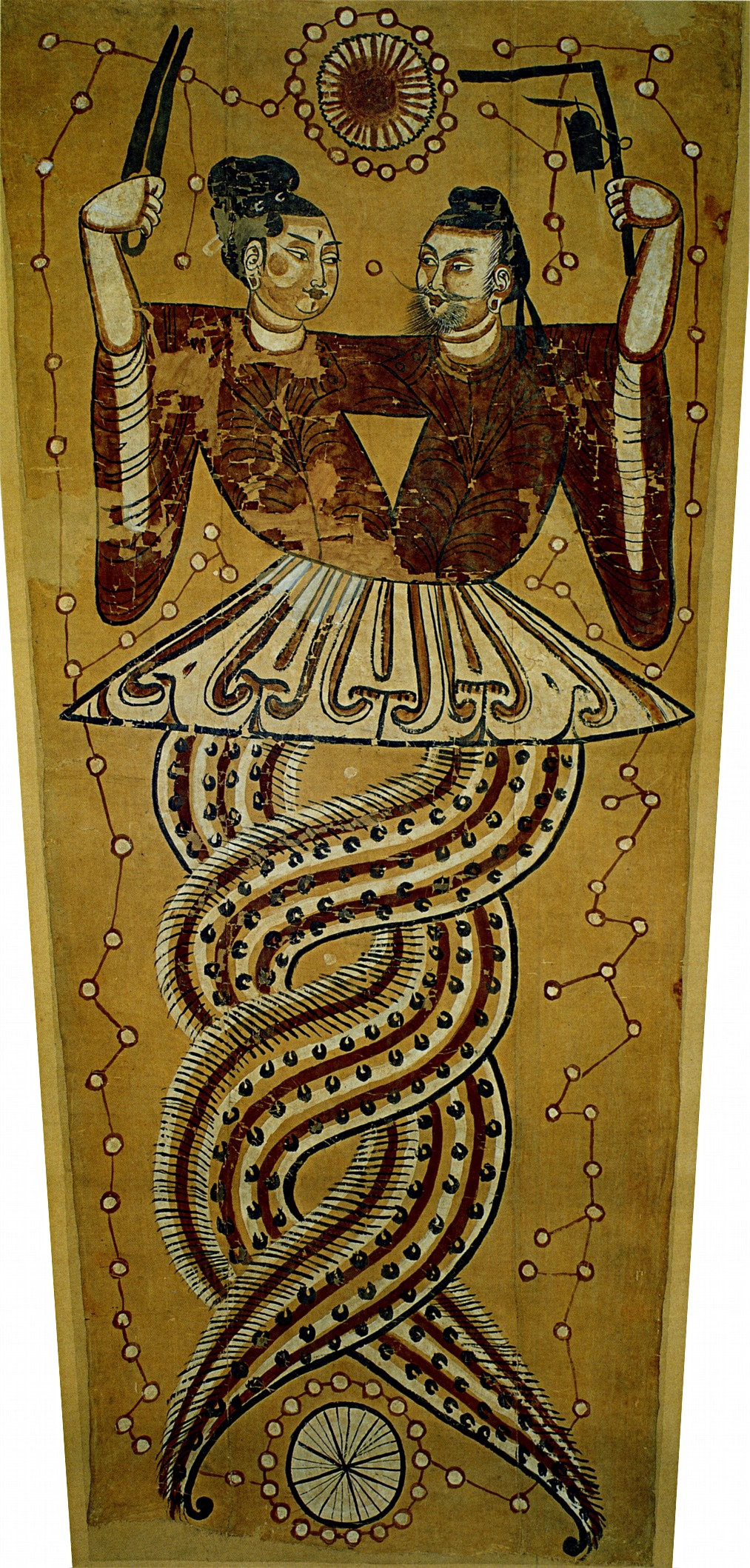
Pintura de tumba de Nüwa e Fuxi (século VIII) escavada em Xinjiang.